# Saskia Rosendahl
Saskia Rosendahl   (Halle, 9 de juliol de 1993) és una actriu alemanya. És coneguda pels seus papers a les pel·lícules Lore (2012), pel qual va guanyar el premi AACTA a la millor actriu revelació, L'ombra del passat (2018) i Babylon Berlin (2020).

## Trajectòria
Saskia Rosendahl va començar la seva carrera amb el ballet infantil de l'Òpera de Halle, amb el qual va fer diverses actuacions teatrals del 2001 al 2011. Del 2008 al 2011 va treballar com a actriu en produccions del teatre d'improvisació. El 2010, va debutar al cinema a la pel·lícula Für Elise de Wolfgang Dinslage.
El 2011, mentre encara estudiava a l'institut, va assumir el paper protagonista al drama contra la guerra de Cate Shortland, Lore, que va guanyar el premi del públic al Festival Internacional de Cinema de Locarno. La revista Variety va elogiar la maduresa i la seguretat de la interpretació del seu complex paper i va qualificar Rosendahl de «nou talent emocionant». Al 23è Festival Internacional de Cinema d'Estocolm, va rebre el premi a la Millor actriu pel seu paper a Lore, i en la presentació dels Premis AACTA el 2013, va ser distingida com a millor actriu revelació.